# Cerik (Srebrenik, BiH)
Cerik je naselje u općini Srebrenik, Federacija BiH, BiH.

## Povijest
Do 1955. se zvao Cerik Hrvatski(Sl.list NRBIH, 17/55).

## Stanovništvo
Nacionalni sastav stanovništva 1991. godine, bio je sljedeći:
ukupno: 432
- Hrvati - 370
- Muslimani - 28
- Srbi - 21
- Jugoslaveni - 1
- ostali, neopredijeljeni i nepoznato - 12